# Schlacht von Verneuil
Die Schlacht von Verneuil war eine Schlacht im Hundertjährigen Krieg am 17. August 1424 in der Nähe der französischen Ortschaft Verneuil-sur-Avre.

## Vorgeschichte
Nachdem der junge Henry V. den Krieg zwischen Frankreich und England wieder angefangen, Siege und Eroberungen ausgefochten hatte, musste der geisteskranke französische König Charles VI. seine Niederlage eingestehen, seinem Feind seine Tochter zur Frau geben und ihn als Thronnachfolger bestätigen. Dies nahm jedoch der eigentliche Thronfolger, der Dauphin Charles nicht an, was zum Krieg der Engländer und des mit ihnen verbündeten Herzogs von Burgund gegen den Dauphin, der im Süden Unterstützung fand, führte. Der Tod Henrys V. und der darauf folgende Tod Charles VI. führte jedoch nicht zur erhofften besseren Stellung der Dauphinisten, da der Bruder des Königs John of Lancaster, 1. Duke of Bedford, als Regent für den minderjährigen König Henry VI. weiterhin militärisch geschickt agierte. Der Dauphin, der verzweifelt auf der Suche nach Verbündeten war, fand diese bei den Schotten. Diese hatten schon immer auf Seiten Frankreichs gestanden, wenn es galt Englands Macht zu schmälern. Unter dem Kommando von John Stewart, 3. Earl of Buchan, waren schon 1419 6000 Schotten zur Hilfe des Dauphins geeilt. Sie wurden ein bedeutender Teil des französischen Heeres und hatten großen Anteil am Sieg der Dauphinisten bei der Schlacht von Baugé im Jahr 1421. Bei der nachfolgenden Schlacht von Cravant fiel jedoch ein Großteil von Buchans Männern, der zu dieser Zeit jedoch in Schottland weilte, um weitere Truppen auszuheben.

## Die Rückkehr Stewarts
1424 kehrte Stewart mit 2500 bewaffneten Männern und 4000 Bogenschützen nach Frankreich zurück. Er war in der Begleitung seines Schwiegervaters, des adeligen Kriegsherrn Archibald Douglas, 4. Earl of Douglas, ein erfahrener Soldat, der jedoch wenig Glück im Kampf hatte, was ihm den Spitznamen „Der Verlierer“ bescherte. Am 24. April erreichten sie den Dauphin in dessen Hauptquartier in Bourges, der sie sofort einsetzte.

## Der Marsch auf Verneuil
Im August machte sich die neue Armee bereit der Burg von Ivry, in der Nähe von Le Mans, beizustehen, die vom Duke of Bedford belagert wurde. Douglas und Stewart verließen Tours am 4. August, um sich mit den französischen Heerführern, dem Herzog von Alecon und den Grafen von Narbonne und Aumale zu vereinen. Bevor die Armee jedoch Ivry erreichte, ergab sich die Burg den Engländern.
Da ihr ursprünglicher Auftrag nun überflüssig geworden war, hielten die Heerführer Rat. Die Schotten und die jüngeren französischen Offiziere brannten darauf, gegen die Engländer zu kämpfen, während der Graf von Narbonne und die älteren Adeligen sich weigerten, ein Risiko einzugehen. Schließlich konnten jedoch die Schotten die anderen überzeugen und so wurde vereinbart, die englischen Besitztümer an der normannischen Grenze anzugreifen, beginnend mit Verneuil im Westen. Die Stadt wurde durch eine List erobert: Eine Gruppe von Schotten verkleidete sich als Engländer und Verbündete Bedfords, worauf ihnen die Tore geöffnet wurden.
Am 15. August erfuhr der Duke of Bedford, dass Verneuil in den Händen der Franzosen war, und entschloss sich, die Stadt so schnell wie möglich zurückzuerobern. Als er sich der Stadt zwei Tage später näherte, überzeugten die Schotten die Franzosen, Stellung vor der Stadt zu beziehen. Die Armee nahm eine Meile nördlich von Verneuil auf einer Ebene neben der Straße, die aus dem Wald von Piseux führte, Stellung. Die Franzosen unter der Führung Narbonnes stellten sich mit der französischen Kavallerie links der Straße, während die Schotten unter Douglas und Stewart mit der lombardischen Reiterei rechts der Straße blieben. Dem Grafen von Aumale wurde der Oberbefehl gegeben, was jedoch sehr schwierig war, da die aus mehreren Nationen kommenden Soldaten schwierig zu führen waren.

## Die Schlacht
Als Bedford aus dem Wald auftauchte, teilte er sein Heer in die erprobte Aufteilung mit Rittern in der Mitte und Bogenschützen auf den Flanken. Er postierte sogar als Vorsichtsmaßnahme 2000 Bogenschützen am Ende der Armee, um den Tross zu bewachen. Bedford kommandierte selbst die Division gegen die Franzosen und Thomas Montagu, 4. Earl of Salisbury, die gegen die Schotten. Um 4 Uhr Nachmittag begannen die Feinde vorzurücken. Als die Truppen in Schussweite waren, befahl Bedford stehen zu bleiben und die Bogenschützen begannen, Pfähle in den Boden zu stoßen, eine einfache aber wirksame Methode, um die anreitende Kavallerie zu bekämpfen. Da der Boden durch die Sommersonne hart war, konnten die Pfähle jedoch nur langsam hineingestoßen werden. Die Franzosen sahen die Gelegenheit und begannen, ohne sich mit den Schotten abzusprechen, einen Angriff. Die Bogenschützen auf Bedfords rechter Seite wurden schnell vertrieben, was dazu führte, dass die französische Reiterei durch die Ränge brechen konnte und die rechte Flanke bedrohte. Diese Chance wurde jedoch vertan, als die Franzosen, anstatt sich umzuwenden, weiter nach Norden in Richtung des Trosses ritten. Den englischen Rittern war es daher ein Leichtes, die französische Infanterie abzuschlachten, die ohne die Reiter schutzlos ausgeliefert war. Unfähig dem Angriff etwas entgegenzusetzen, brach Narbonnes Division zusammen und flüchtete zurück nach Verneuil, wo viele, unter ihnen Aumale, im Stadtgraben ertranken.
Nach der Vertreibung der Franzosen verbot Bedford deren Verfolgung und kehrte zurück zum Schlachtfeld, wo der Earl of Salisbury gegen die Schotten kämpfte. Genauso wie die französische Kavallerie vor ihnen, versuchten die lombardischen Reiter, in Richtung des englischen Trosses zu reiten, wo sie jedoch zusammen mit den Franzosen von den englischen Bogenschützen vernichtet wurden. Die Schotten waren nun nicht nur durch den Verlust ihrer Kavallerie geschwächt, sondern mussten auch mit den vorher beim Tross postierten Bogenschützen fertig werden, die nach der Vernichtung der französischen und lombardischen Kavallerie auf eigene Initiative den rechten schottischen Flügel angriffen. Die Schlacht von Verneuil fand ihr Ende, als Bedford, aus dem Süden kommend, die hinteren Reihen der Schotten angriff. Umzingelt kämpften die Schotten zwar wütend, wurden jedoch schnell besiegt.

## Ergebnis
Die Schlacht von Verneuil war eine der blutigsten Schlachten des Hundertjährigen Krieges und wurde von den Engländern als zweites Agincourt bezeichnet. 2000 Franzosen und 4000 Schotten wurden getötet. Die Engländer verloren 1600 Männer, was selbst für sie eine unüblich hohe Zahl war. Der Verlierer Douglas verlor bei dieser Schlacht das letzte Mal und wurde wie der Earl of Buchan getötet.